# Лу Шэн

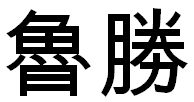

Лу Шэн (魯勝, прозвище «Шуши» 叔時) (III — начало IV в. н. э.) — китайский философ и учёный-отшельник.
Автор произведений «Чжэн Тянь лунь» («正天论»), «Мо бянь чжу» («墨辯注») и др. Первое сочинение (астрономическо-календарного характера) не дошло до нашего времени. От второго сочинения сохранилось краткое предисловие к комментарию к четырём первым главам «Канона» школы моистов, одной из философских школ древнего Китая. Согласно исследователю М. Л. Титаренко, заслугой Лу Шэна является высокая оценка научной ценности гносеологических идей моистов. М. Л. Титаренко отмечает, что в сочинении «Мо бянь чжу» Лу Шэн, обратив внимание на достижения мо цзя в области познания, выделил в их построениях четыре основные проблемы:
1. учение об именах (понятиях);
2. учение о реальной основе понятий;
3. о содержании понятий как разграничении бытия и небытия;
4. учение о тождестве и различии как способе установления понятий («имен») и определения различия между истиной и неистиной.

Лу Шэн считается первым комментатором двух частей моистского «Канона» и «Пояснений» к ним. Ему также приписывают введение термина «мобянь» (墨辯) («Мо о рассуждении») для обозначения первых четырёх глав «Канона». Позднее философ Ху Ши распространил этот термин на все шесть глав «Канона».